# Руч'ї (Перекопський район)
Руч'ї́ (до 1948 року — Кьоп-Кари Німецькі, крим. Nemse Köp Qarı) — село Перекопського району Автономної Республіки Крим.
За даними сільради на 2009 рік, село займало площу 191 гектара, на якій у 449 дворах проживало понад 1,2 тисячі осіб.

## Географія
Розташоване у центрі району.
Відстань від райцентру до населеного пункта становить 22 кілометрів по прямій.
Селом протікає річка Самарчик.